# Mary (album)
Mary je čtvrté řadové album americké soulové zpěvačky Mary J. Blige, které vyšlo 17. srpna 1999. Od předchozích alb této zpěvačky působí Mary daleko vyzrálejším dojmem, který překvapil i fanoušky Blige.
Na této desce se podílelo mnoho známých umělců včetně Arethy Franklin, Lauryn Hill, Jadakisse, Erica Claptona, Eltona Johna nebo George Michaela.

## Ocenění
Díky tomuto album obdržela Mary J. Blige mnoho cen a nominací na prestižní ceny. Získala dvě nominace na MTV Music Awards za nejlepší píseň i video k písni As, kterou zpívá společně s Georgem Michaelem. Dále byla nominována na Brit Awards za nejlepšího soulového umělce a obdržela i tři prestižní nominace na Grammy Awards.
Z cen, které za toto album dostala se řadí ceny pro nejlepší soulovou zpěvačku a album v Soul Train Music Awards.

## Seznam písní
1. „All That I Can Say“
2. „Sexy“ (feat. Jadakiss)
3. „As“ (feat. George Michael)
4. „Deep Inside“ (feat. Elton John)
5. „Beautiful One“
6. „I'm In Love“
7. „Time“
8. „Memories“
9. „Don't Waste Your Time“ (feat. Aretha Franklin)
10. „Not Lookin'“
11. „Your Child“
12. „No Happy Holidays“
13. „The Love I Never Had“
14. „Give Me You“ (feat. Eric Clapton)
15. „Let No Man Put Asunder“

*Celosvětový prodej – 5 milionů kusů